# Carcharodontosauridae
Karcharodontosauridi ("ještěři se žraločími zuby") byli středně velcí až obří draví dinosauři (teropodi). V roce 1931 stanovil německý paleontolog Ernst Stromer čeleď Carcharodontosauridae, dnes branou jako klad v rámci skupiny Carnosauria. Učinil tak v rámci popisu rodu Carcharodontosaurus, jemuž udělil toto jméno na základě podoby fosilních zubů, připomínajích tvarem a ostrými hranami zuby současného velkého bílého žraloka. Do této čeledi jsou dnes zahrnováni také jedni z největších známých teropodů všech dob - Carcharodontosaurus, Giganotosaurus, Mapusaurus a Tyrannotitan, přičemž téměř všechny tyto rody byly ve velikostní kategorii populárního tyranosaura.

## Výskyt a paleoekologie
Tito draví dinosauři žili v období pozdní jury a křídy asi před 154 až 91 miliony let především na subkontinentu Gondwana (Jižní Amerika, Afrika). Na základě několika objevů se zdá být pravděpodobné, že alespoň v některých obdobích života lovili ve smečkách. To bylo prokázáno přinejmenším u argentinského rodu Mapusaurus. Teprve po vyhynutí karcharodontosauridů v období turonu mohli na severních kontinentech převzít úlohu největších teropodů proslulí tyranosauridi. Fosilní objevy z posledních let ukazují, že také na území Evropy byli karcharodontosauridi již od doby pozdní jury poměrně hojní. Fosilní zuby karcharodontosauridů byly objeveny také na území Jižní Koreje.
Poslední (nejmladší) dosud známé fosilie karcharodontosauridů jsou izolované zuby z Patagonie, pocházející z období pozdního turonu (stáří asi 92 až 90 milionů let).
Do většího kladu Carcharodontosauria spadají karcharodontosauridům blízce příbuzné taxony, jako jsou rody Siats, Veterupristisaurus nebo Lusovenator. Je také možné, že malí teropodi jako je italský rod Scipionyx, jsou ve skutečnosti mláďaty jakýchsi dosud nepopsaných karcharodontosauridů.

## Paleobiologie
Největší zástupci této skupiny patřili k největším dravým dinosaurům vůbec, dosahovali délky přes 13 metrů a hmotnosti přes 6000 kg, jen jejich lebky dosahovaly délek v rozmezí 1,6 až 1,8 metru.
V průběhu evoluce karcharodontosauridů docházelo k redukci (zmenšování a strukturálnímu zjednodušování) předních končetin. Podobný mechanismus postupné redukce pozorujeme i u dalších skupin velkých teropodů, například u abelisauridů a tyranosauridů.
Vědecká studie, publikovaná koncem roku 2020, dokládá, že karcharodontosauridi rostli relativně pomalu (alespoň oproti tyranosauridům) a dožívali se celkově vyššího věku. Přinejmenším jeden jihoamerický exemplář žil možná až do svých 50 let. Tento dosud nepopsaný druh dospěl přibližně až mezi 35. a 49. rokem svého věku.

## Taxonomie
- Čeleď Carcharodontosauridae
  - Rod Acrocanthosaurus[17]
  - Rod Carcharodontosaurus
  - Rod Concavenator
  - Rod Datanglong?
  - Rod Eocarcharia
  - Rod Kelmayisaurus[18]
  - Rod Lajasvenator
  - Rod Sauroniops
  - Rod Shaochilong
  - Rod Siamraptor
  - Rod Tameryraptor
  - Rod Taurovenator
  - Rod Tyrannotitan
  - Rod Veterupristisaurus
  - Podčeleď Giganotosaurinae
    - Rod Meraxes
    - Rod Giganotosaurus
    - Rod Mapusaurus